# 阿罗库尔
阿罗库尔（法語：Haraucourt，法語發音：[aʁokuʁ]）是法国默尔特-摩泽尔省的一个市镇，属于南锡区。

## 地理
阿罗库尔（48°39'41"N, 6°21'49"E）面积12.48 平方千米，位于法国大東部大區默尔特-摩泽尔省，该省份为法国东北部内陆省份，是洛林的一部分，北邻比利时、卢森堡，北起顺时针与摩泽尔省、下莱茵省、孚日省和默兹省接壤。
与阿罗库尔接壤的市镇（或旧市镇、城区）包括：比松库尔、库尔贝索、克雷维克、默尔特河畔栋巴勒、德鲁维尔、热勒农库尔、勒农库尔、雷梅雷维尔、索梅尔维莱、瓦朗热维尔。

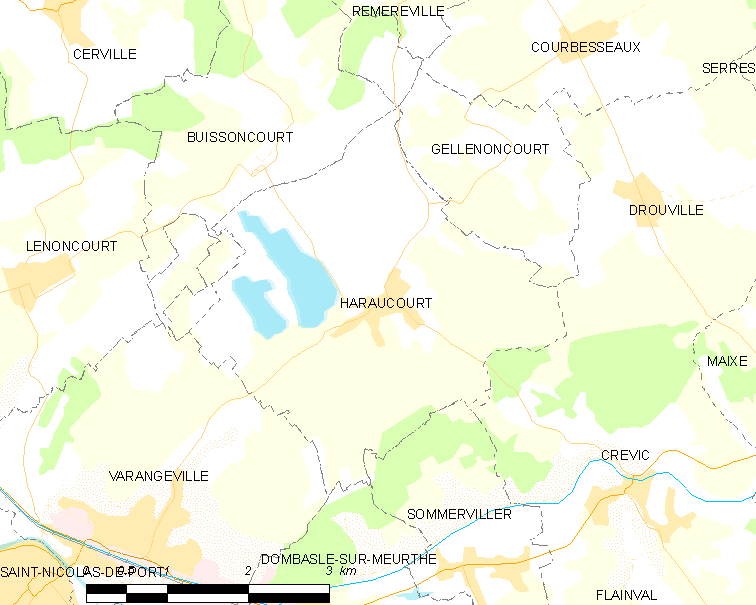
阿罗库尔的OSM定位图

阿罗库尔的时区为UTC+01:00、UTC+02:00（夏令时）。

## 行政
阿罗库尔的邮政编码为54110，INSEE市镇编码为54250。

## 政治
阿罗库尔所属的省级选区为格朗库罗内县。

## 人口

1962-2008年间阿罗库尔人口变化图示

阿罗库尔于2022年1月1日时的人口数量为732人。